# PowerBook
PowerBook es una gama de computadoras portátiles fabricados por Apple. 
Es la versión portátil de Macintosh dirigida al
mercado profesional. Desde 1999, Apple vende una segunda gama de ordenadores portátiles más económicos denominados iBook. Esta gama está dirigida al mercado del consumidor y al educativo.

## Antes de PowerBook

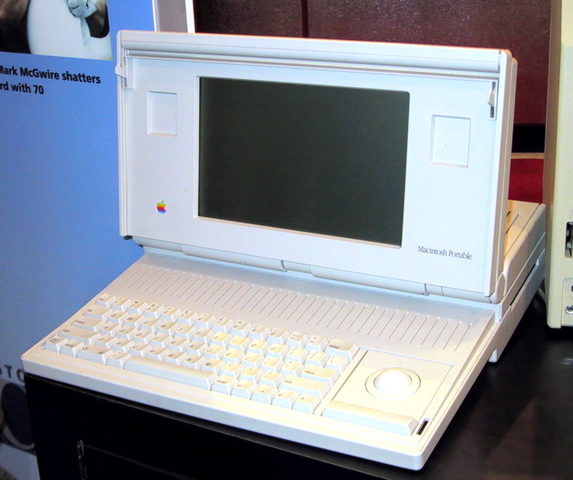
Macintosh Portable.

Antes del lanzamiento de la línea PowerBook, Apple había intentado realizar una computadora portátil con la arquitectura de los Macintosh. Su electrónica era similar a la de los Macintosh SE, pero con una CPU dos veces más rápida, una matriz activa magnífica, pantalla de cristal líquido LCD en lugar de una CRT, y una batería de ácido de plomo muy pesada, que ofrecía hasta 10 horas de autonomía. A pesar de ser un ordenador agradable de utilizar, a menudo se le describía como "luggable" debido a su tamaño y peso. No se vendió bien y Apple pensó que debería hacerlo mejor la siguiente vez.

## Los primeros PowerBook

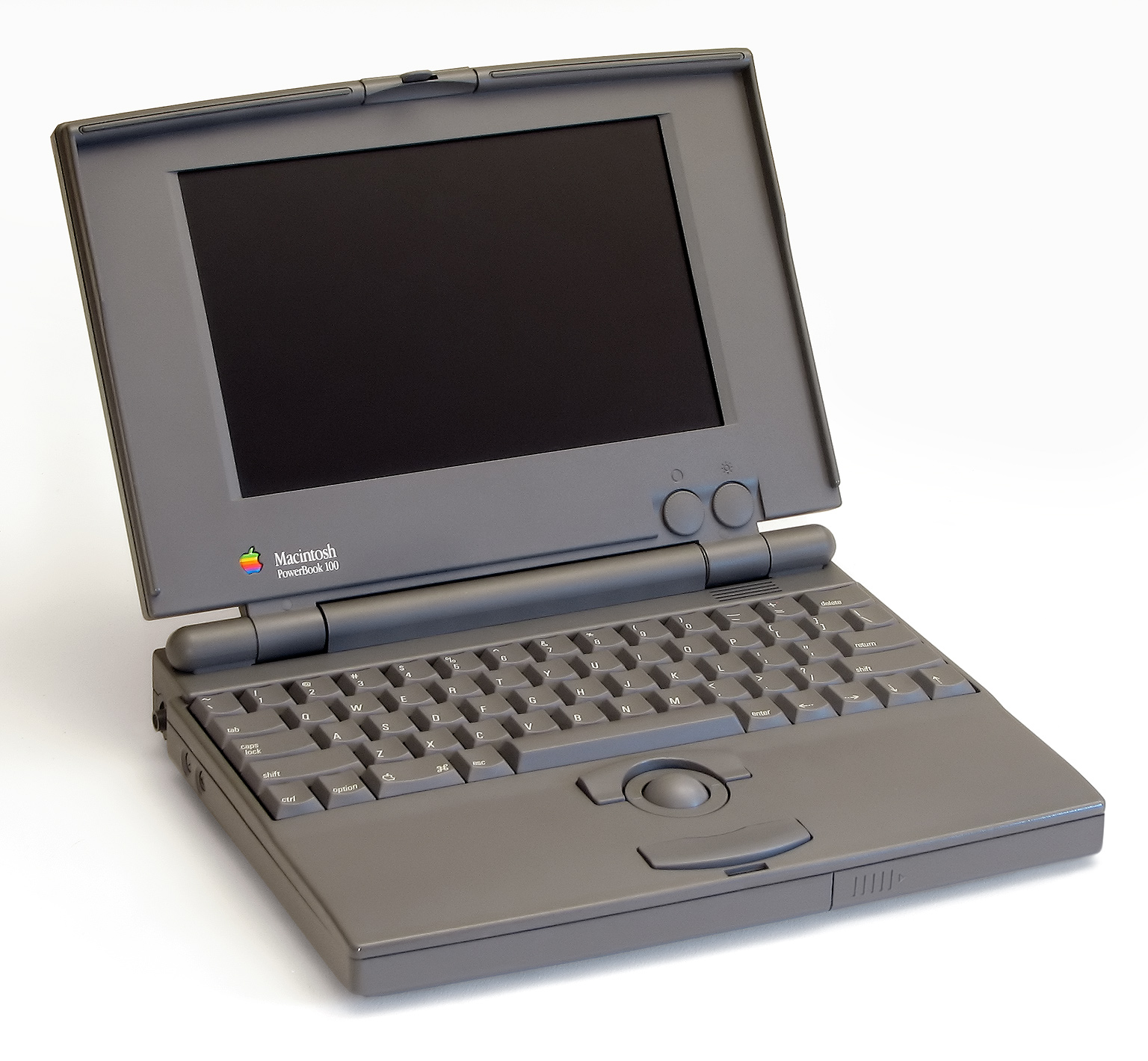
PowerBook 100

En octubre de 1991 se lanzaron los tres primeros PowerBook: el PowerBook 100 de gama baja, el PowerBook 140 de gama media, y el PowerBook 170 de gama alta. Estos equipos causaron un revuelo en la industria con sus cajas grises compactas, un Trackball integrado, y una disposición del teclado inteligente que dejaba espacio para reposar las muñecas. Los PC portátiles en aquel entonces, tendían a tener el teclado enfrente del usuario, sin espacio vacío detrás de él, así que esto suponía una innovación sorprendente. Mientras que el PowerBook 140 y 170 eran diseños originales, el PowerBook 100 tenía un pedigrí interesante: Apple había enviado los esquemas del mac portátil a Sony, que entonces calculó cómo podría hacerlo pequeño. Esta es la razón por la cual el diseño del PowerBook 100 es diferente a los del resto de la serie. El PowerBook 100 no se vendió bien inicialmente, así que Apple bajó el precio sustancialmente, y los que quedaban en inventario se vendieron rápidamente.

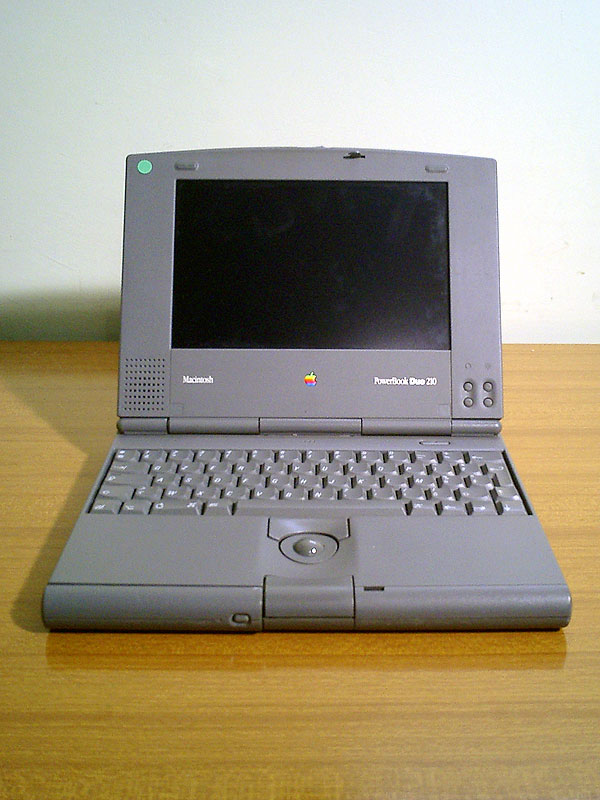
Powerbook Duo 230.

En 1992 Apple lanzó una computadora híbrida entre portátil y de escritorio
portable/desktop, el PowerBook Duo. Éste era un ordenador portátil muy fino y ligero con un mínimo de características, que
podía ser insertado en una Docking Station (estación de carga-descarga o módulo de interconexión) para proveer al sistema con memoria extra, espacio de disco duro, conectores, y se podía conectar a un monitor. El modelo no se vendió tan bien
como era de esperar, aunque varias compañías tomaron nota de su diseño.
Las primeras series de PowerBooks tuvieron mucho éxito y lograron el 40% de todas las ventas de computadoras portátiles de la época, un hecho al que Apple no hizo mucho caso. En su lugar trasladaron al equipo original para trabajar en Compaq, dejando atrás el esfuerzo por introducir
versiones actualizadas durante un cierto tiempo. Durante varios años, se introdujeron notables mejoras en los nuevos ordenadores de PowerBook y PowerBook Duo, incluyendo las
pantallas en color, pero a mediados de década, la mayoría de las otras
compañías habían copiado la mayoría de las características del
PowerBook, y Apple no podía recuperar su liderazgo.
Los PowerBook de la serie 100 fueron actualizados muchas veces. El 165c
era el primer PowerBook con una pantalla a color, seguida más
adelante por el 180c. Los 180 que tenían una pantalla en blanco y negro de una calidad soberbia para la época eran enormemente populares.

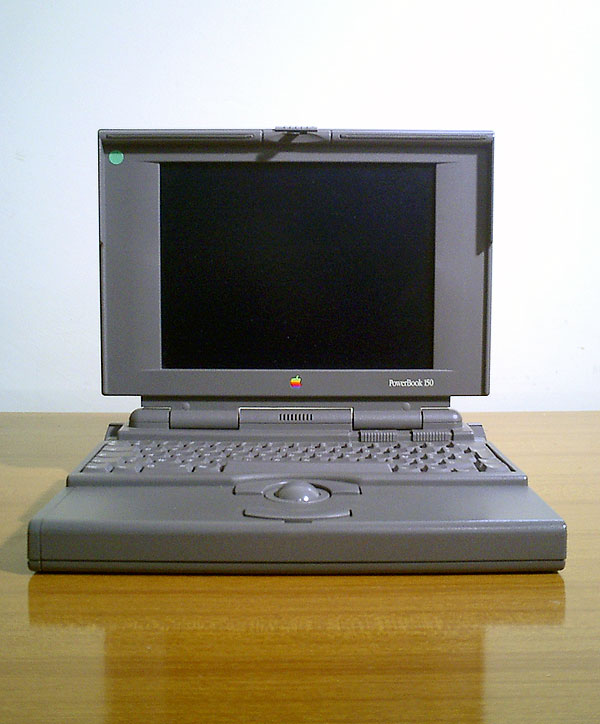
Powerbook 150.

El último miembro de la serie 100 fue el PowerBook 150, en 1994.
(El PowerBook 190, lanzado en 1995, no tiene ninguna semejanza con el resto de la serie 100 de PowerBook, y es simplemente porque es una versión basada en el Motorola 68LC040 de los 5300, y el último modelo de PowerBook que se fabricó usando un procesador de la familia 68k de Motorola.)
La línea de productos de PowerBook de Apple declinó durante este período. 1994 vio la introducción de la serie 500 de PowerBook, denominado Blackbird. Estos modelos de PowerBooks eran más elegantes que los de la serie 100, y eran bastante más rápidos. Todas las series 500 disponían de monitores LCD de matriz activa imponentes [todos los modelos tenían la opción de pantalla en color si se deseaba], altavoces estéreo, y utilizaban una nueva tecnología llamada trackpad en lugar del trackball de la serie 100. La serie 500 de PowerBook continuó la línea de productos, liderándola hasta el desastroso PowerBook 5300.

## La era PowerPC

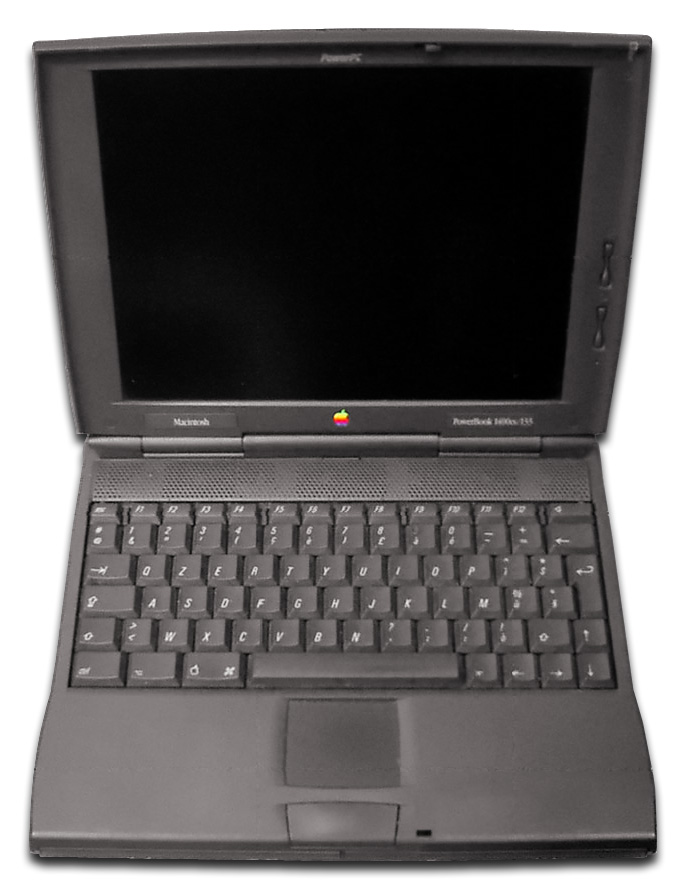
Powerbook 1400cs 133.

El PowerBook 5300 tenía numerosos problemas. Aunque había sido anunciado con una gran antelación, el primer PowerBook basado en PowerPC, los 5300
fueron el peor producto de Apple en el período 1995-1996 donde
la compañía estuvo al borde de la desaparición. Los 5300 no eran
competitivos con otros modelos de computadoras portátiles por aquel entonces. Muchos modelos nunca llegaron a funcionar, y algunos otros 5300 usados en Apple estallaron, envolviéndose en llamas, debido a los problemas con las entonces nuevas baterías de ion de litio hechas por Sony (ganándose el apodo de "Hindenbook", después del desastre de Hindenburg). Mientras tanto, ninguno de los modelos de consumidor sufrieron este destino, pero Apple fue
forzado a renovar la línea de productos enteramente y retrasar su
disponibilidad hasta que probaron que las baterías de níquel e hidruro metálico (Ni/MH) funcionaban correctamente. La colocación del producto PowerBook 5300 de Apple en la
película Misión: Imposible dio la vuelta al desastre
haciendo que los PowerBooks que antes se amontonaban en los estantes de los almacenes, comenzaran a venderse a partir del estreno de la película en los cines.
Apple, ya recuperado del desastre del 5300, entró en 1996 y 1997 introduciendo tres nuevos PowerBooks: el 1400, propuesto para sustituir
a los 5300 como PowerBook de uso general; los 2400, propuesto como un segundo portátil de forma delgada, para sustituir al PowerBook Duo; y
el PowerBook 3400, un modelo de lujo. El PowerBook 1400 y 3400 fueron de hecho los primeros PowerBooks en incluir un lector de CD interno, y fueron presentados en un momento en que los ordenadores portátiles raramente disponían de lector. Finalmente, esto acabaría siendo la norma después de la adopción de los PowerBook por parte de la industria. Más tarde, el PowerBook 3400 fue adaptado para llevar a cabo el primer PowerBook G3, denominado Kanga, en la segunda mitad de 1997.

## PowerBook G3
Vea PowerBook G3 para más información

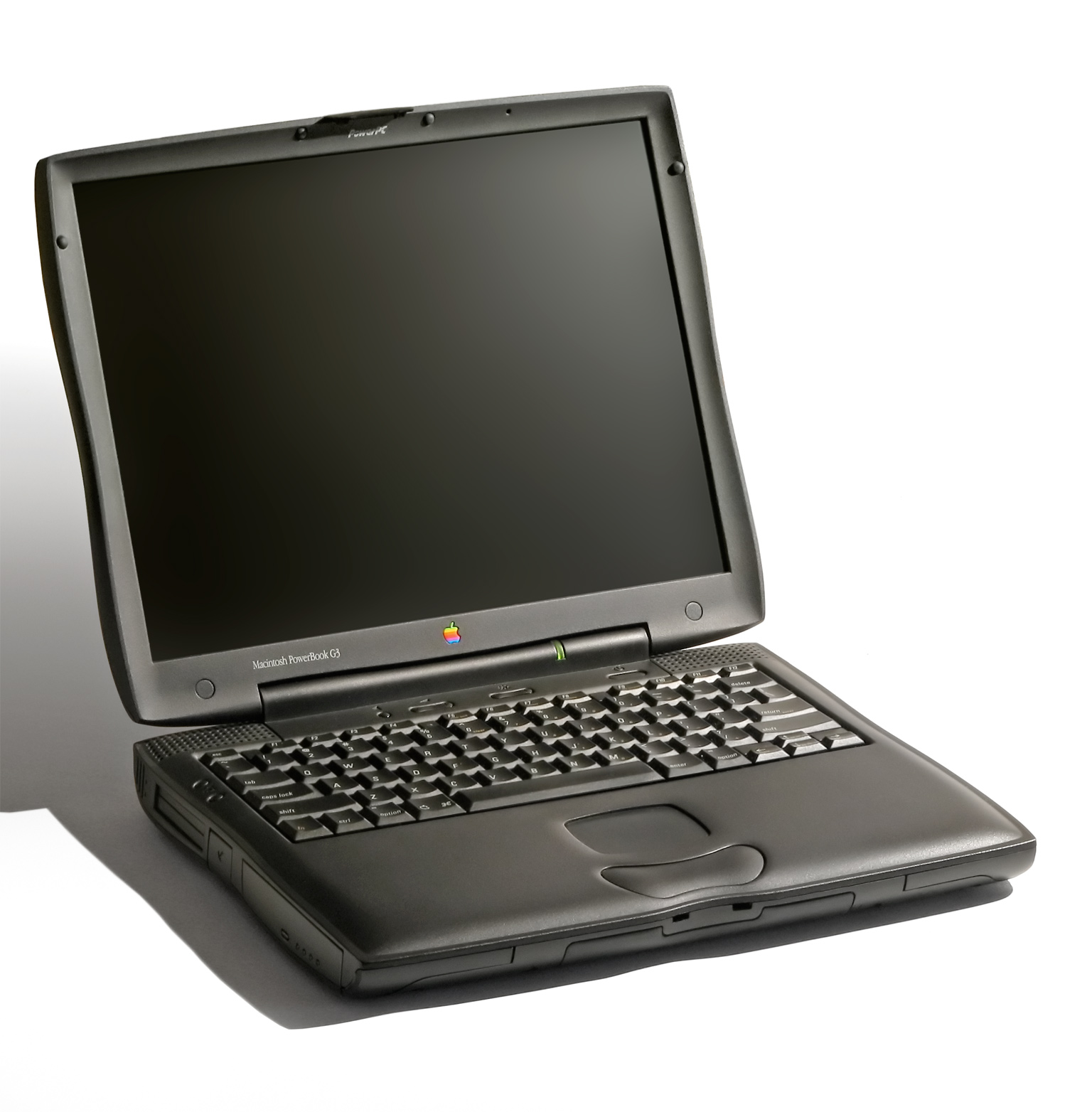
PowerBook G3 Wallstreet II

La segunda línea de PowerBook G3, rediseñada totalmente respecto al Kanga,
fue lanzada en 1998. Esta línea es aceptada generalmente como el portátil que puso a Apple Computer en la lista de los portátiles "imprescindibles". Estos nuevos PowerBooks heredaron la línea de diseño de los PowerBook 500, que tanto éxito habían obtenido, ostentando unas curvas espectaculares y una carcasa de plástico negro inyectado que atraía la mirada. Debutó casi al mismo tiempo que el
legendario iMac, la serie de "WallStreet/Mainstreet" que abarcaba modelos con una gran variedad de características, como diferentes velocidades de procesamiento [233 a 300 MHz] y la elección de pantalla de 12", 13" o 14". Todos ellos incluían bahías duales que permitían situar disqueteras, lectores CD-ROM/DVD-ROM, discos duros e incluso baterías adicionales.
Más tarde, Apple estandarizó la pantalla de matriz activa de 14" e introdujo 2 nuevas revisiones, en 1999 y 2000 respectivamente: El "Lombard", también conocido como bronze keyboard (teclado de bronce), un PowerBook más fino, ligero y rápido [266, 333, 400 MHz] con una batería de mayor duración y tenía tanto USB como SCSI integrados, y luego el "Pismo", que substituyó el SCSI por 2 puertos FireWire y actualizó la línea de los PowerBook para disponer de gráficos AGP, además de eliminar el "G3" del nombre de los PowerBook. La revisión de Pismo también trajo el tan esperado soporte de red inalámbrica AirPort que debutó conjuntamente con AGP en los iBook de Apple en julio de 1999.

## PowerBook G4

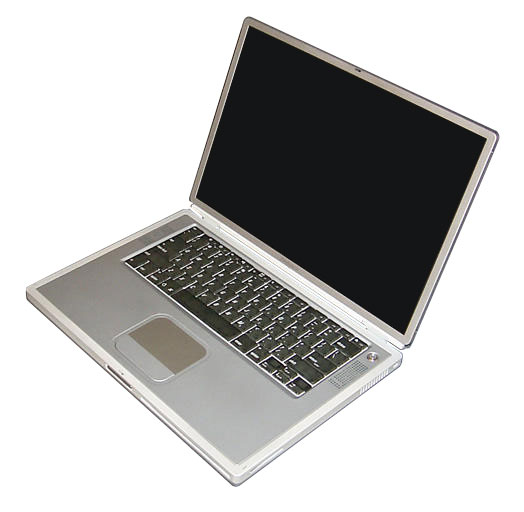
PowerBook G4 15"(titanio).

Vea PowerBook G4 para más información
Steve Jobs volvió sus ojos hacia el rediseño de las series PowerBook en 2000. Presentado en enero de 2001, el resultado fue un portátil totalmente rediseñado envuelto en una piel de titanio con una pantalla panorámica de 15,2", especialmente indicada para poder visualizar películas a pantalla completa. Construido con la energía del procesador PowerPC G4, fue visto como el primer superordenador portátil del mundo. Era más ligero que los ordenadores portátiles basados en PC, y debido al bajo consumo de energía del PowerPC tenía una autonomía mayor.
Los TiBooks, como eran conocidos, se convirtieron en un artículo de lujo. Eran especialmente populares en el negocio del entretenimiento, donde adornaron muchos escritorios en Hollywood. También hicieron algunas incursiones en el mercado de ordenadores de escritorio, gracias a su gran pantalla. Muchos otros fabricantes de ordenadores portátiles siguieron su estela e imitaron su diseño, especialmente el de la pantalla panorámica, y a veces también el de la carcasa metálica plateada.
El Powerbook Titanium fue lanzado con configuraciones de 400 MHz, de 500 MHz, de 550 MHz, de 667 MHz, de MHz, de 867 MHz y de 1 GHz. 

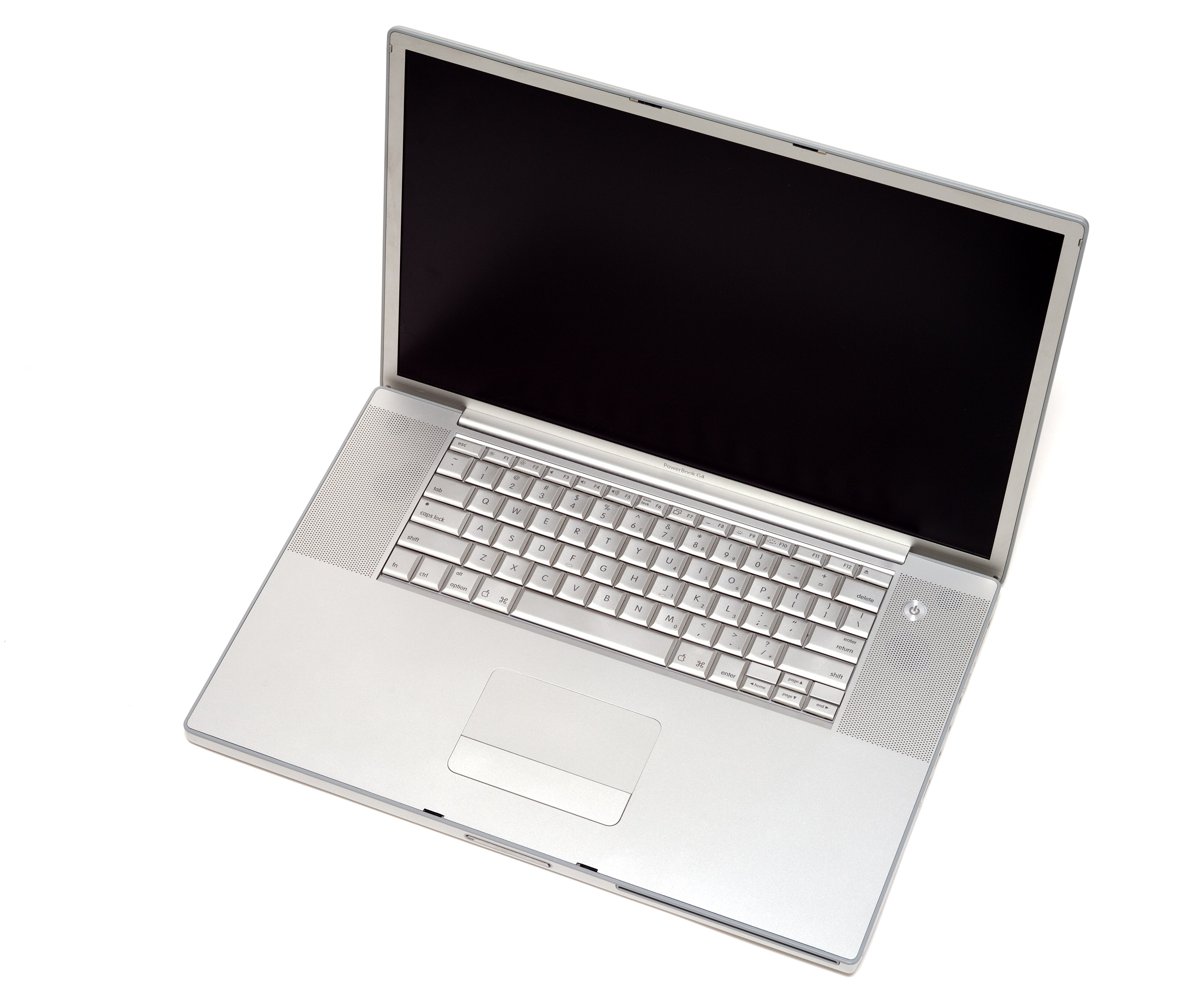
PowerBook G4 (aluminio)

En 2003, Apple lanzó el ordenador portátil con la pantalla más grande del mundo, y también el portátil más pequeño del mundo, completamente equipado. Ambos equipos están hechos en aluminio anodizado (acuñándole el apodo de AlBook) y poseen grabadora de DVD de serie (opcional en el modelo pequeño), red inalámbrica AirPort Extreme, Bluetooth, y pantallas LCD de 12.1" y 17". El
modelo de 17" incluye un sensor de luz ambiente integrado en el teclado que ilumina las teclas y ajusta el brillo de la pantalla según el nivel de luz.
La pantalla de 12" del PowerBook es la misma que la que se emplea en el iBook de 12", mientras que la de 17" del PowerBook es la misma pantalla que la empleada en el iMac de 17".
Más adelante, en 2003, los PowerBooks de 15" fueron rediseñados y ahora ofrecen la misma carcasa en aluminio que sus hermanos más pequeños y más grandes, con las mismas características que el modelo de 17" (incluido teclado retroiluminado).
En abril de 2004, los PowerBooks de aluminio fueron mejorados. La SuperDrive fue aumentada hasta una velocidad de grabación de DVD de 4x, el procesador más rápido disponible fue aumentado a 1'5 Ghz, y las tarjetas gráficas fueron sustituidas por los modelos más recientes, ofreciendo hasta 128 MB de memoria de vídeo. Un tercer
altavoz integrado fue agregado al modelo de 12" para mejorar el realce de las frecuencias medias. Además, las tarjetas AirPort Extreme se ofrecían de serie para todos los PowerBooks en vez de ser un equipamiento opcional.
En enero de 2005, las especificaciones de los PowerBooks de aluminio fueron revisadas una vez más, acompañadas de una reducción del precio. Las velocidades del procesador fueron aumentadas hasta un máximo de 1'67 Ghz. en el modelo superior de 15" y en el mayor de 17", mientras que el modelo más bajo de 15" y el de 12" lograron un aumento de velocidad, situándolos en 1'5 Ghz. El audio digital fue agregado al modelo de 17". Se aumentó la memoria RAM hasta 512 MB, y la velocidad del disco duro a 5400 RPM, con una capacidad máxima de disco duro de 100 GB (17"). Cada modelo también incorporó un track pad mejorado, soportando el scroll (desplazamiento vertical u horizontal en la ventana, evitando tener que situar el cursor en las barras de desplazamiento), un módulo revisado de Bluetooth con soporte para BT 2.0+EDR, y una nueva característica que permite bloquear las cabezas lectoras del disco duro cuando se produce una aceleración o desaceleración brusca, captadas por unos sensores internos, que evita así la aparición de datos corruptos en el disco duro en caso de una caída fortuita. También se introdujo soporte para el monitor Apple Cinema de 30" en el modelo de 17", y es opcional en el de 15" por medio de una actualización en el hardware de vídeo.
La última actualización de los PowerBooks fue en noviembre de 2005. Los principales cambios fueron una actualización del procesador, una mejor tarjeta gráfica, una grabadora de DVD de doble capa y a 8X (superior a la incluida en el MacBook Pro de 15") y una pantalla de mayor calidad y a mayor resolución en los modelos de 15" y 17"

### En español
- Página oficial de los PowerBook de Apple

### En inglés
- PowerBookGuy - Accesorios, componentes, actualizaciones y reparaciones para PowerBook
- PBParts - Más accesorios para PowerBook
- PowerBook Central - Información y noticias sobre los PowerBook Archivado el 29 de abril de 2005 en Wayback Machine.
- PBZone - Noticias sobre PowerBook
- PowerBook.org - Portal que recoge multitud de enlaces a páginas sobre PowerBook
- El Museo de Apple
- Linux en PowerBooks de Apple
- Historia de Apple
- Comunicado de prensa de Apple anunciando la revisión de los PowerBook en enero de 2005

- Datos: Q621317
- Multimedia: PowerBook / Q621317